# Drohiczyn
Drohiczyn là một thị trấn thuộc huyện Siemiatycki, tỉnh Podlaskie ở đông-bắc Ba Lan. Thị trấn có diện tích 16 km². Đến ngày 1 tháng 1 năm 2011, dân số của thị trấn là 2031 người và mật độ 129 người/km².